# Larian Studios
Larian Studios – belgijski producent gier komputerowych założony w 1996 roku przez Swena Vincke. Koncentruje się na tworzeniu fabularnych gier komputerowych. W początkowym okresie działalności przedsiębiorstwo produkowało gry edukacyjne i kasynowe.

## Historia
Swen Vincke założył Larian Studios w 1996 roku.  Jako główny projektant w firmie, przyczynił się do powstania wszystkich wczesnych projektów Larian, w tym nagradzanej gry fabularnej Divine Divinity (2002) i jej kontynuacji Beyond Divinity (2004).
Później był także odpowiedzialny za projekt KetnetKick, wirtualny świat przeznaczony dla dzieci, opracowany dla flamandzkiego kanału dla dzieci Ketnet. Program został po pewnym czasie wykorzystany na licencji przez kilka innych kanałów dla dzieci, takich jak brytyjski kanał CBBC (zatytułowany Adventure Rock), francuski kanał Jeunesse TV (zatytułowany Gulliland) i norweski kanał NRK.

### Najważniejsze projekty
Pierwszy projekt Lariana nosił nazwę The Lady, the Mage and the Knight. Firma nie była jednak w stanie przyciągnąć wydawców, ponieważ żaden z nich nie wierzył w sukces projektu. Aby udowodnić, że się mylą, opracowali LED Wars, grę strategiczną, która została opracowana w ciągu 5 miesięcy i opublikowana przez wydawnictwo Ionos w 1997. W rezultacie The Lady, the Mage and the Knight wkrótce przekształciło się we wspólny projekt Larian Studios i Attic Entertainment Software. Ze względu na problemy dotyczące współpracy pomiędzy studiami produkcyjnymi a wydawcą, projekt został porzucony w 1999.
W 2002 roku Larian ukończył prace nad grą Divinity: Sword of Lies, która została opublikowana przez CDV pod nazwą Divine Divinity. W 2004 wydano Beyond Divinity, kontynuację Divine Divinity. Gra pojawiła się w dwóch wydaniach: wersji standardowej Ubisoft Entertainment GmbH i wersji deluxe MediaMix Benelux, która zawierała Divine Divinity, Beyond Divinity oraz nowelę Rhianny Pratchett o nazwie Son of Chaos.
Również w 2004 studio opracowało grę edukacyjną KetnetKick dla kanału telewizyjnego Ketnet. Jej wydawcą została Transposia. W 2006 roku Beyond Divinity zostało ponownie wydane w ramach Gold Games 9 przez Ubisoft Entertainment, który był zestawem 10 gier na 6 płytach DVD.
W marcu 2008 ukończono produkcję i wydano Adventure Rock, wirtualny świat online. Następnie w październiku 2008 roku wydano KetnetKick 2 przez VRT, publiczną telewizję we Flandrii. W marcu 2009 opublikowano GulliLand przeznaczony dla Jeunesse TV, francuskiego krajowego kanału telewizyjnego. W styczniu 2010 roku Larian wypuścił Divinity II: Ego Draconis – kontynuację Divine Divinity. Na rynku amerykańskim gra pojawiła się jednocześnie na platformach Xbox 360 i Windows, po tym jak wydano ją w Niemczech, Francji, Hiszpanii, Włoszech, Polsce, Rosji i krajach Beneluksu. Larian wyprodukował dodatek Divinity II: Flames of Vengeance oraz wydał wersję Gold Deluxe, czyli zestaw podstawowej wersji gry i dodatku. Zestaw nosi nazwę Divinity II: The Dragon Knight Saga.
W sierpniu 2013 Larian wydał Divinity: Dragon Commander, grę łączącą strategię z elementami RPG w uniwersum Divinity, przed wydarzeniami z gry Divine Divinity. Gra została przyjęta pozytywnie i zyskała uwagę dzięki nowatorskiemu podejściu do strategii.
Larian wydał Divinity: Original Sin w czerwcu 2014 roku po kilku opóźnieniach premiery. Gra została sfinansowana częściowo dzięki kampanii Kickstarter zbierając ponad 1 milion dolarów, z budżetu szacowanego na 4 miliony. Po wydaniu gra stała się jak dotąd najlepiej sprzedającym się tytułem od Larian. Jest ona turową grą fabularną, a wydarzenia są usytuowane na osi czasu pomiędzy Dragon Commander i Divine Divinity. Rozszerzona edycja została wydana 27 października 2015, obejmując wszystkie opublikowane wcześniej treści do pobrania i kilka ulepszeń.
Ich kolejna gra, Divinity: Original Sin II, kontynuacja Divinity: Original Sin, również została sfinansowana przez Kickstarter, gromadząc niezbędną ilość środków do stworzenia gry w ciągu kilku godzin i osiągając wszystkie swoje cele pośrednie. Gra rozgrywa się 1200 lat po wydarzeniach z Divinity: Original Sin i zachowuje wiele elementów rozgrywki, które były obecne w pierwszym Original Sin. Gra została wydana 14 września 2017, zbierając bardzo pozytywne recenzje od użytkowników, a 93% recenzji Steam było pozytywnych w kilka dni po jej wydaniu.
W 2023 wydana została gra Baldur's Gate III, która ukazała się we wczesnym dostępie w 2020.

## Stworzone gry
- The Lady, the Mage and the Knight (anulowana współpraca z Attic Entertainment Software)[19]
- LED Wars (1998)
- Divine Divinity (2002)
- Beyond Divinity (2004)
- Divinity II: Ego Draconis (2009)
- Divinity II: Flames of Vengeance (2010)
- Divinity: Dragon Commander (2013)
- Divinity: Original Sin (2014)
  - Divinity: Original Sin Enhanced Edition (2015)
- Divinity: Original Sin II (2017)
  - Divinity: Original Sin II Definitive Edition (2018)
- Divinity: Fallen Heroes (zawieszone)[20]
- Baldur's Gate III (2023)[21]

### Gry edukacyjne
- Ketnet Kick (2004)
- Adventure Rock (2008)
- Ketnet Kick 2 (2008)
- GulliLand (2009)